# Norte Chico-civilisationen
Norte Chico-civilisationen (også Caral-Supe-civilisationen) var en højtstående præcolumbiansk kultur, som indbefattede 30 større befolkningscentre i det, der nu er området "Norte Chico" ("Nordlige Chico") i den nordlige del af Perus midterste kystområde.
- Wikimedia Commons har flere filer relateret til Norte Chico-civilisationen

| Historie | Spire Denne historieartikel er en spire som bør udbygges. Du er velkommen til at hjælpe Wikipedia ved at udvide den. |